# Midea expansa
Midea expansa är en kvalsterart som beskrevs av Marshall 1940. Midea expansa ingår i släktet Midea och familjen Mideidae. Inga underarter finns listade i Catalogue of Life.